# Eugenio Ferrai
Eugenio Ferrai (Arezzo, 1832-Padua, 1897) fue un helenista italiano.

## Biografía
Nació el 22 de febrero de 1832 en Arezzo. Su madre, Giulia Rosellini, era hija de la escritora Massimina Fantastici Rosellini. Helenista, se doctoró el 9 de julio de 1853 en la Escuela Normal de Pisa, pasó a enseñar en el liceo de Florencia y en 1859 fue nombrado suplente de Literatura Griega en la Universidad de Siena, donde fue confirmado como profesor ordinario en 1860. El 6 de diciembre de 1866 fue transferido a la Universidad de Padua. Tradujo la Gramática griega de Dübner y en colaboración con Giuseppe Müller la Historia de la literatura griega de C. O. Müller. Tradujo a Sófocles y Platón. Falleció el 17 de julio de 1897en Padua.